# Wólka Kraśniczyńska
Wólka Kraśniczyńska – wieś w Polsce położona w województwie lubelskim, w powiecie krasnostawskim, w gminie Kraśniczyn. Obok miejscowości przepływa Wojsławka, niewielka rzeka dorzecza Wieprza.
W latach 1975–1998 miejscowość administracyjnie należała do województwa chełmskiego.
Wieś stanowi sołectwo gminy Kraśniczyn. Według Narodowego Spisu Powszechnego (III 2011 r.) wieś liczyła 438 mieszkańców.

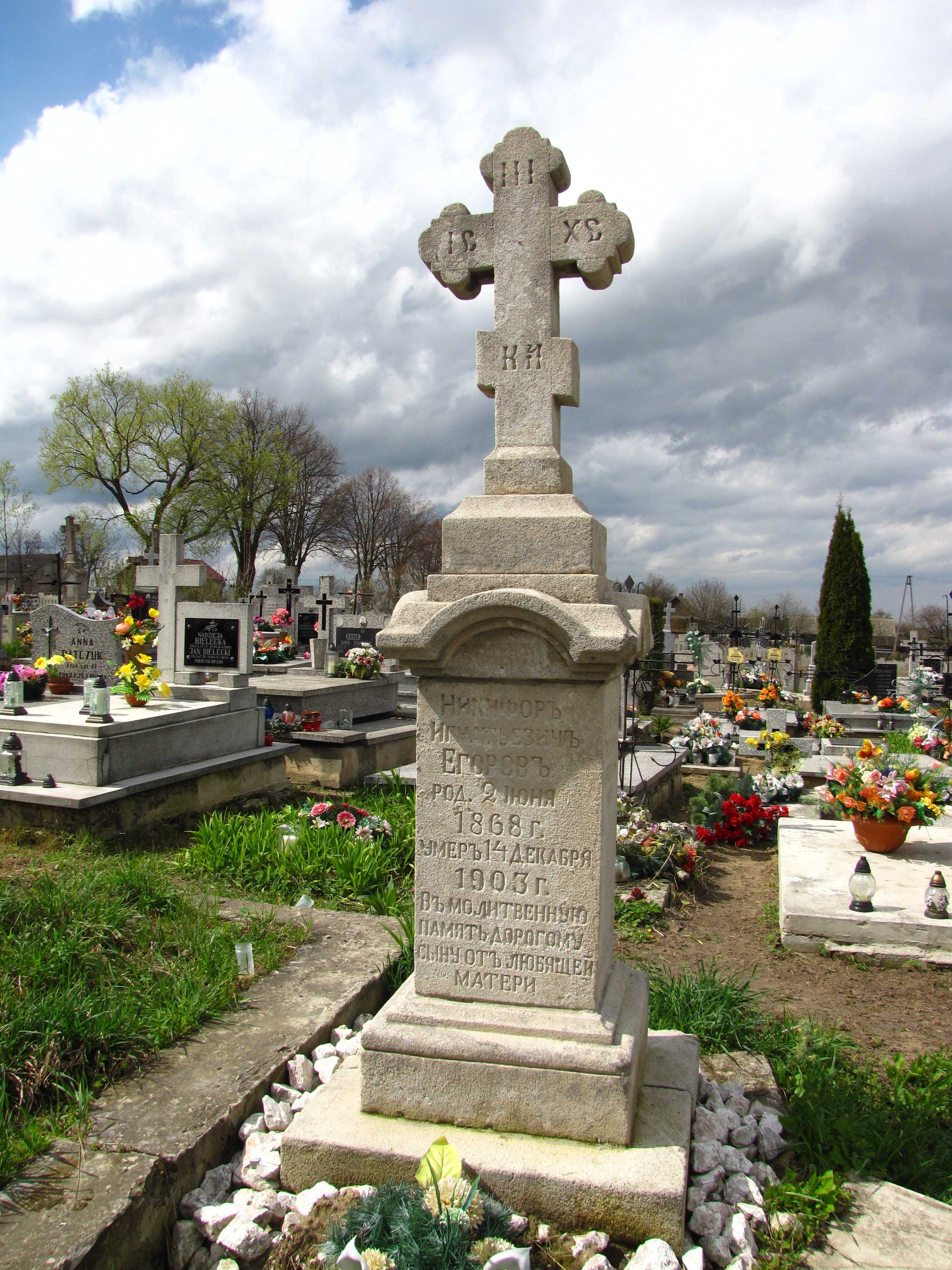
Cmentarz

Wierni Kościoła rzymskokatolickiego należą do parafii św. Apostołów Piotra i Pawła w Kraśniczynie.
We wsi znajduje się prawosławny cmentarz ze wzniesioną w 2006 cerkwią Zaśnięcia Przenajświętszej Bogurodzicy (świątynia filialna parafii w Bończy). 